# Hrysopiyi Devetzi
Hrysopiyi Devetzi (grč. Χρυσοπηγή Δεβετζή, Aleksandropoli, Grčka, 2. siječnja 1976.) je grčka atletičarka troskokašica i skakačica u dalj. Osvojila je dvije olimpijske medalje srebro i broncu. Svoju prvu olimpijsku medalju srebro u troskoku osvojila je na Olimpijadi u Ateni 2004., dok je na Olimpijadi održanoj 2008. u Pekingu osvojila brončanu medalju također u troskoku.
Osvojila je još srebrnu medalju na Europskom prvenstvu u atletici u Göteborgu 2006. godine, zlato je izgubila u posljednjem skoku kada je više od nje skočila Ruskinja Tatjana Lebjedjeva, njena velika rivalka tokom cijele karijere. Ista priča se ponavlja na Svjetskom dvoranskom prvenstvu 2008. u Valenciji gdje je zlato izgubila u šestom skoku Yargelis Savigne.
Devetzi je bila poznata što je često skakala duže u kvalifikacijama nego u finalu, kao što je bio slučaj na Olimpijskim igrama 2004. godine, te što nije osvojila zlato na velikim natjecanjima, unatoč tome jedna je od vodećih svjetskih ženskih troskokašica.
U svibnju 2009. godine Devetzi je odbila dopingšku kontrolu. Ne podneseni uzorak jednak je pozitivnom testu, te je ona nakon toga dobila dvogodišnju zabranu natjecanja.

## Osobni rekordi
| Datum              | Disciplina            | Mjesto               | rezultat   |
| ------------------ | --------------------- | -------------------- | ---------- |
| 21. kolovoza 2004. | troskok               | Atena, Grčka         | 15.32 m NR |
| 8. ožujka 2008.    | troskok (dvorana)     | Valencia, Španjolska | 15.00 m NR |
| 10. lipnja 2006.   | skok u dalj           | Trikala, Grčka       | 6.83 m *   |
| 9. veljače 2008.   | skok u dalj (dvorana) | Peania, Grčka        | 6.85 m **  |

- (*) treći najduži grčki skok u povijesti iza Niki Xanthou (7.03) i Paraskevi Tsiamita (6.93).

- (**) drugi najduži grčki skok iza Niki Xanthou (6.91)

## Vanjski izvori
- Službena stranica
- Profil atletičarke na stranicama IAAF-a  Arhivirana inačica izvorne stranice od 8. rujna 2008. (Wayback Machine)